# Anguillara Sabazia

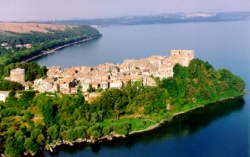
Widok na miasto i jezioro

Anguillara Sabazia – miejscowość i gmina we Włoszech, w regionie Lacjum, w prowincji Rzym.
Według danych na rok 2004 gminę zamieszkiwało 13 897 osób, 187,8 os./km².